# Fryderyki 1994
Fryderyki 1994 – 1. edycja polskich nagród muzycznych Fryderyków, przyznawanych przez Związek Producentów Audio-Video, honorująca dokonania przemysłu muzycznego w roku 1994. Ceremonia wręczenia nagród odbyła się 19 marca 1995 w Teatrze Polskim w Warszawie i była emitowana na żywo przez TVP1. Poprowadzili ją piosenkarka Kora i dziennikarz muzyczny Marek Niedźwiecki.
Nagrody zostały przyznane w 18 kategoriach. Najwięcej nominacji (po 6) otrzymały Anita Lipnicka i Edyta Bartosiewicz. Najwięcej nagród (po 2) zdobyli Edyta Bartosiewicz, Hey i Varius Manx.
Scenografię ceremonii zaprojektowała Magda Kalina Kujszczyk, zaś lektorem był Piotr Kaczkowski. Galę wyprodukował Walter Chełstowski. Rozpoczął ją wspólny występ Katarzyny Nosowskiej, Edyty Bartosiewicz i Kasi Kowalskiej.

## Laureaci i nominowani
| Piosenka roku | Debiut roku |
| --- | --- |
| - „Zanim zrozumiesz” – Varius Manx - „Cichosza” – Grzegorz Turnau - „To nie ja!” – Edyta Górniak - „Transmission Into Your Heart” – Houk - „Sen” – Edyta Bartosiewicz                                  | - Kasia Kowalska - Anita Lipnicka - Big Day - Edyta Górniak - Flapjack                                                                                             |
| Najlepszy wokalista | Najlepsza wokalistka |
| - Stanisław Sojka - Grzegorz Turnau - Kazik Staszewski - Robert Gawliński - Tomasz Lipnicki | - Edyta Bartosiewicz - Anita Lipnicka - Edyta Górniak - Kasia Kowalska - Katarzyna Nosowska                                                                        |
| Najlepsza grupa | Najlepszy realizator dźwięku |
| - Hey - Acid Drinkers - De Mono - Varius Manx - Voo Voo | - Leszek Kamiński - Adam Toczko - Jarosław Regulski - Rafał Paczkowski - Wojciech Przybylski                                                                       |
| Najlepszy kompozytor | Najlepszy autor roku |
| - Wojciech Waglewski - Edyta Bartosiewicz - Marek Kościkiewicz - Piotr Banach - Robert Janson | - Kazik Staszewski - Edyta Bartosiewicz - Kora - Lech Janerka - Muniek Staszczyk                                                                                   |
| Najlepszy album rock/pop | Najlepszy album muzyki tanecznej |
| - Sen – Edyta Bartosiewicz - Emu – Varius Manx - Ho! – Hey - Róża – Maanam - Zapłacono – Voo Voo | - Abrasax – De Mono - Extazee – Nazar - Nomadeus – Aya RL - Prymityw – T.Love - Wieloryb – Wieloryb                                                                |
| Najlepszy album muzyki poważnej | Najlepszy album muzyki jazzowej |
| - III Symfonia – Henryk Mikołaj Górecki - His Last Concert – Witold Lutosławski - Miserere – Henryk Mikołaj Górecki - Nieszpory ludźmierskie – Jan Kanty Pawluśkiewicz - Pieśni – Teresa Żylis-Gara    | - Chopin – Andrzej Jagodziński - Ballads and Other Songs – Jarosław Śmietana - More Love – Henryk Miśkiewicz - Taniec smoka – Miłość - Urbanator – Michał Urbaniak |
| Najlepszy album piosenki poetyckiej | Najlepszy album zagraniczny na polskim rynku |
| - Turnau w Trójce – Grzegorz Turnau - Cztery – Raz, Dwa, Trzy - Jak kapitalizm to kapitalizm – Pod Budą - Pod światło – Grzegorz Turnau - Tylko kobieta – Renata Przemyk                               | - The Division Bell – Pink Floyd - Get a Grip – Aerosmith - MTV Unplugged in New York – Nirvana - Superunknown – Soundgarden - Voodoo Lounge – The Rolling Stones  |
| Koncert roku | Wydarzenie roku |
| - Hey – Spodek, Katowice - Aerosmith – Stadion Gwardii, Warszawa - Carlos Santana – Hala Torwar, Warszawa - David Byrne – Sala Kongresowa, Warszawa - Rage Against the Machine – Hala Torwar, Warszawa | - Ustawa o prawie autorskim - Edyta Górniak na Konkursie Piosenki Eurowizji 1994 - Koncert Aerosmith w Warszawie - Śmierć Ryszarda Riedla - Trasa Hey              |
| Najlepszy teledysk | Nagroda specjalna za całokształt dokonań organizacyjnych i impresaryjnych do roku 1994                                                                             |
| - „Zanim zrozumiesz” – Varius Manx - „Artyści” – Kazik na Żywo - „Cichosza” – Grzegorz Turnau - „Jestem kobietą” – Edyta Górniak - „Sen” – Edyta Bartosiewicz                                          | - Katarzyna Kanclerz - Andrzej Marzec - Andrzej Puczyński - Izabelin Studio - Jerzy Owsiak                                                                         |

## Statystyki
| Liczba | Osoba/zespół                     |
| ------ | -------------------------------- |
| 2      | Edyta BartosiewiczHeyVarius Manx |

| Liczba | Osoba/zespół                                                                  |
| ------ | ----------------------------------------------------------------------------- |
| 6      | Anita LipnickaEdyta Bartosiewicz                                              |
| 5      | Edyta GórniakGrzegorz TurnauKatarzyna NosowskaPiotr BanachRobert Janson       |
| 4      | HeyVarius Manx                                                                |
| 3      | AerosmithKazik StaszewskiMarek KościkiewiczRobert FriedrichWojciech Waglewski |